# Немає іншого вибору
«Немає іншого вибору» (кор. 어쩔수가없다) — південнокорейський кінофільм 2025 року, зрежисований і написаний Пак Чхан Уком у жанрі трилеру з елементами чорної комедії. Друга екранізація англомовного роману Дональда Вестлейка «Гільйотина». Фільм, що є творчим задумом всього життя Пак Чхан Ука, створювався понад 15 років.
Головні ролі виконали Лі Бьонхон і Сон Є Джін. Прем'єра фільму відбудеться 29 серпня 2025 року, в основній конкурсній програмі 82-го Венеційського кінофестивалю.

## Сюжет
Ман Су, чоловіка середнього віку, несподівано звільняють з паперової компанії, в якій він працював понад 25 років. «У нас немає іншого вибору» — говорять йому роботодавці. У цілеспрямованому пошуку нової роботи Ман Су відчайдушно вдається до незвичних для себе жорстоких рішень…

## У ролях
- Лі Бьонхон — Ман Су
- Сон Є Джін — Мі Рі
- Пак Хі Сун — Чо Сон Чхоль
- Лі Сун Мін — Ко Бом Мо
- Йом Хьоран — А Ра
- Чха Син Вон — Го Си Йо
- Ю Йон Сок — О Джін Хо

## Створення
Вперше про наміри екранізувати роман Дональда Вестлейка «Гільйотина» Пак Чхан Ук заговорив наприкінці 2009 року. Шукаючи інвесторів, розробляючи сценарій і ретельно підбираючи акторів, протягом десяти років режисер паралельно зробив декілька фільмів.
У подальшому Пак Чхан Ук повернувся до теми «Немає іншого вибору» у 2019 році, запевнивши, що він все ще працює над його створенням. «Фільмування ще не почались, проте я хочу, щоб цей фільм став моїм шедевром» — казав він. Режисер виявився прихильником першої екранізації роману в режисурі Коста-Гавраса, підкресливши, що в його фільмі буде посилена моральна дилема, а також розширена роль дружини протагоніста. Пак Чхан Ук збирався зробити фільм англомовним, проте відмовився від цього задуму. У створенні стрічки режисеру допомагав сам Коста-Гаврас.
Знімальний процес почався в серпні 2024 року, через 17 років після початку роботи над створенням фільму, і тривав майже пів року — до січня 2025 року. Головний актор Лі Бьонхон зізнавався, що ще так сильно не чекав виходу на екрани жодного фільму в своїй кар'єрі, окрім «Немає іншого вибору».